# Stover
Stover és una població dels Estats Units a l'estat de Missouri. Segons el cens del 2000 tenia 968 habitants.

## Demografia
Segons el cens del 2000, Stover tenia 968 habitants, 419 habitatges, i 274 famílies. La densitat de població era de 429,6 habitants per km².
Dels 419 habitatges en un 26,3% hi vivien nens de menys de 18 anys, en un 53,2% hi vivien parelles casades, en un 8,1% dones solteres, i en un 34,4% no eren unitats familiars. En el 31,5% dels habitatges hi vivien persones soles el 18,6% de les quals corresponia a persones de 65 anys o més que vivien soles. El nombre mitjà de persones vivint en cada habitatge era de 2,21 i el nombre mitjà de persones que vivien en cada família era de 2,73.
Per edats la població es repartia de la següent manera: un 21,7% tenia menys de 18 anys, un 7,6% entre 18 i 24, un 21,1% entre 25 i 44, un 22,3% de 45 a 60 i un 27,3% 65 anys o més.
L'edat mediana era de 45 anys. Per cada 100 dones de 18 o més anys hi havia 86,2 homes.
La renda mediana per habitatge era de 26.078 $ i la renda mediana per família de 32.333 $. Els homes tenien una renda mediana de 22.969 $ mentre que les dones 17.411 $. La renda per capita de la població era de 14.978 $. Entorn de l'11,3% de les famílies i el 15,5% de la població estaven per davall del llindar de pobresa.

## Poblacions més properes
El següent diagrama mostra les poblacions més properes.